# Gaintza
Gaintza (Spaans, niet meer officieel: Gaínza) is een gemeente in de Spaanse provincie Gipuzkoa in de regio Baskenland met een oppervlakte van 6 km². Gaintza telt 121 inwoners (1 januari 2016).

## Demografische ontwikkeling
Bron: INE, 1857-2011: volkstellingen